# Scholengemeenschap Jozef de Pélichy
De scholengemeenschap Jozef de Pélichy werd opgericht in 1999 en omvat een verreikend samenwerkingsverband tussen zeven katholieke secundaire scholen uit de regio Izegem.

## Geschiedenis
De scholengemeenschap Jozef de Pélichy (SG JdP) kende onrechtstreeks haar ontstaan bij de oprichting van een koepel-vzw. Deze vzw, genaamd de vzw IMKSORI ("Inrichtende Macht van het Katholiek Secundair Onderwijs uit de Regio Izegem"), werd opgericht om de samenwerking tussen de zeven complementaire katholieke secundaire scholen uit de regio Izegem te bevorderen.
Het ontstaan van deze vzw was tevens een eerste stap in de overgang van het traditioneel onderwijs naar het vernieuwd secundair onderwijs (vso) dat in de regio Izegem werd geïntroduceerd op 1 september 1983. Het vso bracht een voor de scholen uit de regio Izegem nieuwe onderwijsstructuur tot stand, namelijk deze van drie graden van twee jaar (in plaats van twee graden van drie jaar), in de regio vertaald naar middenscholen (eerste graad van het secundair onderwijs) en de bovenbouwscholen (tweede en derde graad van het secundair onderwijs). De voordelen van deze structuur van middenscholen en bovenbouwscholen zijn: kunnen schoollopen in een kwalitatieve school dicht bij huis, de zeer sterke algemene en technische basisvorming voor alle leerlingen en de uitgestelde en professioneel begeleide studiekeuze.
Om de naam van de vzw (= IMKSORI) en de naam van de scholengemeenschap (= SG JdP) op elkaar af te stemmen, om de jarenlange doorgedreven en constructieve samenwerking tussen de zeven katholieke scholen die deel uitmaken van de scholengemeenschap te accentueren en om de dynamiek van het Izegemse onderwijsgebeuren binnen een veranderend onderwijslandschap in de ruime regio in de schijnwerpers te plaatsen, werd op 25 november 2013 in het cultuurcentrum De Leest in Izegem een nieuwe naam voor de scholengemeenschap en de vzw onthuld: PRIZMA, een eigentijdse naam die verwees naar de zeven samenwerkende scholen in de regio Izegem.

## Structuur
De SG JdP bestaat uit zeven secundaire scholen (vier middenscholen en drie bovenbouwscholen):
- Middenscholen (eerste graad secundair onderwijs)
  - Middenschool Jozef de Pélichy in Izegem, vanaf 25 november 2013 PRIZMA middenschool Izegem
  - Middenschool de Pélichy "Avé Maria" in Izegem, vanaf 25 november 2013 PRIZMA middenschool Izegem
  - Instituut Edelweiss in Ingelmunster,  vanaf 25 november 2013 PRIZMA middenschool Ingelmunster
  - Instituut Sint-Vincentius in Lendelede, vanaf 25 november 2013 PRIZMA middenschool Lendelede
- Bovenbouwscholen (tweede en derde graad secundair onderwijs)
  - Sint-Jozefscollege in Izegem, vanaf 25 november 2013 PRIZMA campus college
  - Instituut de Pélichy in Izegem, vanaf 25 november 2013 PRIZMA campus IDP
  - Vrij Technisch Instituut Izegem, vanaf 25 november 2013 PRIZMA campus VTI

## Organisatie
De vzw IMKSORI van de SG JdP (nu PRIZMA) kent slechts één Inrichtende macht (zoals oorspronkelijk voorzien in 1981). De scholengemeenschap wordt geleid door een Raad van bestuur (RvB) en door het College van Directies (CvD). Het CvD (met als leden de directies van de zeven secundaire scholen, de directeur van het CLB Izegem en een directiesecretaris) wordt geleid door twee complementaire coördinerende directeurs. Binnen de scholengemeenschap zijn samenwerkingsverbanden op administratief, logistiek en pedagogisch vlak. De scholengemeenschap beschikt over een centrale dienst boekhouding, verzekeringen, groepsaankopen en personeelsadministratie. Bovendien beschikt de scholengemeenschap over een gemeenschappelijke preventieadviseur, en een centraal georganiseerde werkgroep ICT - scholengemeenschap. Op pedagogisch vlak zijn er eveneens tal van samenwerkingsverbanden: zorgbeleid, nascholingsbeleid, vakoverschrijdende eindtermen, cultuur, veiligheid-gezondheid-milieu, werkgroep mentoren, werkgroep pastoraal, werkgroep techniek - technologische opvoeding, werkgroep verslavingspreventie,werkgroep STEM...

## Bekende oud-leerlingen
- Flip Kowlier